# Xenylla nitida
Xenylla nitida är en urinsektsart som beskrevs av Tycho Fredrik Hugo Tullberg 1871. Xenylla nitida ingår i släktet Xenylla och familjen Hypogastruridae. Inga underarter finns listade i Catalogue of Life.